# Stockholm Exergi
Stockholm Exergi (tidigare AB Fortum Värme Holding samägt med Stockholms stad) är ett lokalt energibolag som producerar fjärrvärme, fjärrkyla och elektricitet. 

## Bakgrund
Företaget ägs till 50% av Stockholms kommun och den andra halvan ägs av Ankhiale Bidco AB (ett europeiskt konsortium av investerare, som leds av nederländska APG(nl)). Fram till 20 september 2021 ägdes bolaget till lika delar av Fortum och Stockholms kommun. Företaget levererar värme och kyla till cirka 10 000 kunder och via dem till en stor del av de som bor och verkar i Stockholmsregionen. Senast 2030 ska fjärrvärmen i Stockholm produceras till 100 procent av förnybar eller återvunnen energi. 
Stockholm Exergis anläggningar:
- Akalla värmeverk (värme)
- Brista kraftvärmeverk (el, värme), ligger i Märsta, Sigtuna kommun
- Lidingö värmeverk (värme, spetsanläggning), Lidingö kommun
- Hässelbyverket (el, värme)
- Högdalenverket (el, värme)
- Hammarbyverket kraftvärmeverk (el, värme, kyla)
- Skarpnäcks värmeverk (värme)
- Vilundaverket (värme, kyla), ligger i Upplands Väsby, Upplands Väsby kommun
- Värtaverket Hjorthagen (el, värme, kyla)
- Ytterligare ett verk planeras i Lövsta.

Stockholm Exergi äger även mindre så kallade spetsanläggningar som används vid stort energibehov, till exempel på vintern.

## Bilder, värmeverk i urval

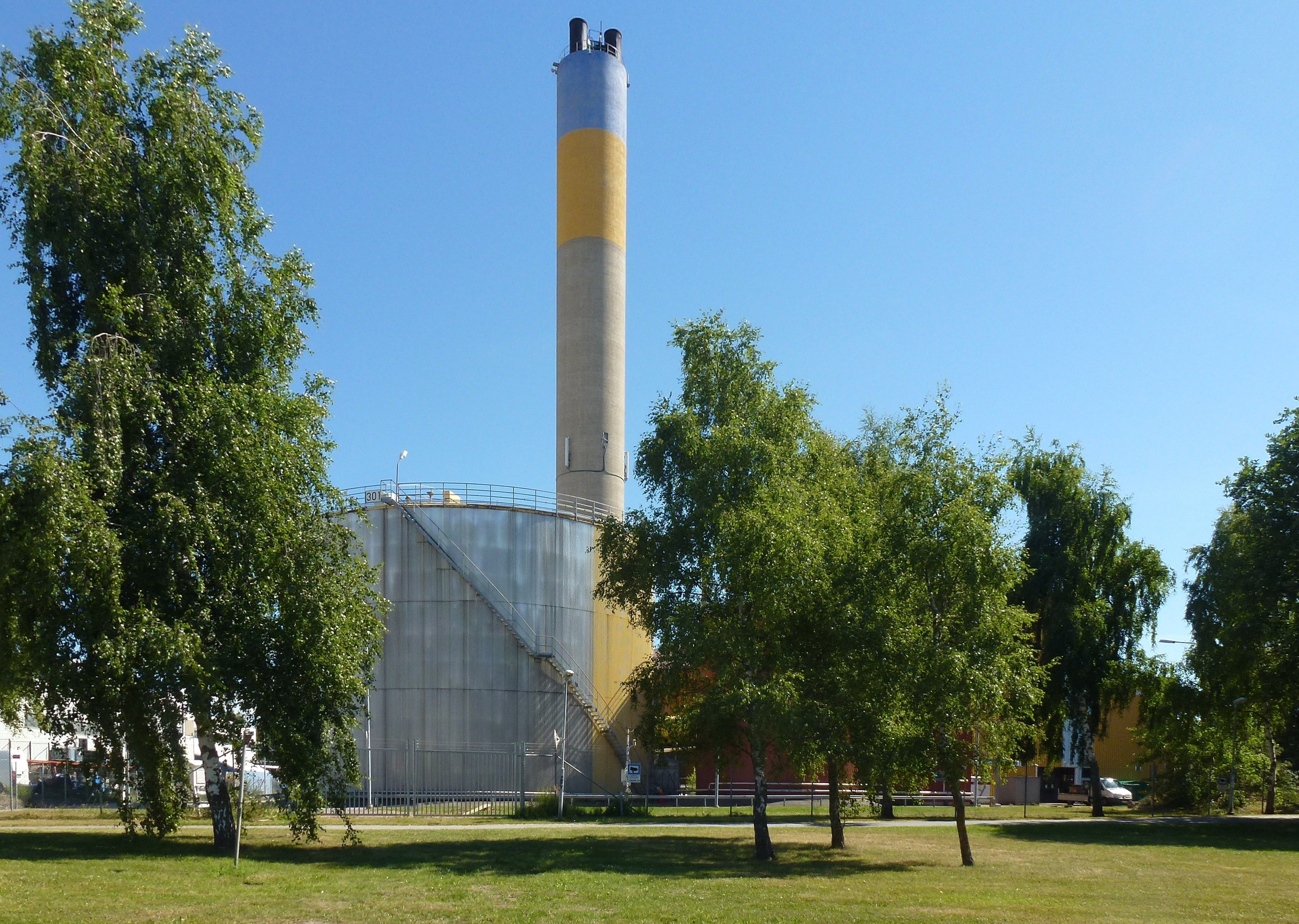
Akalla värmeverk
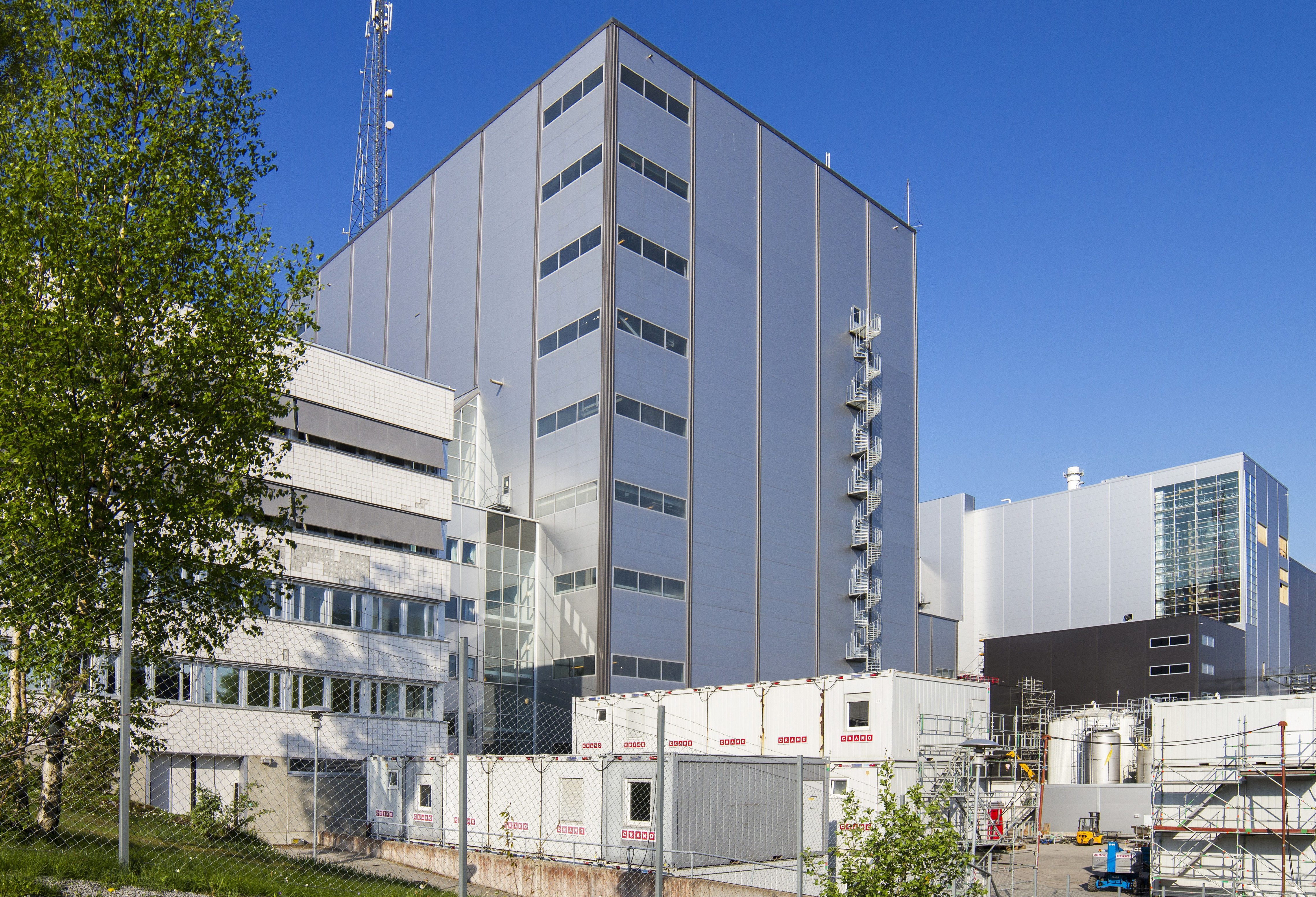
Brista värmekraftverk
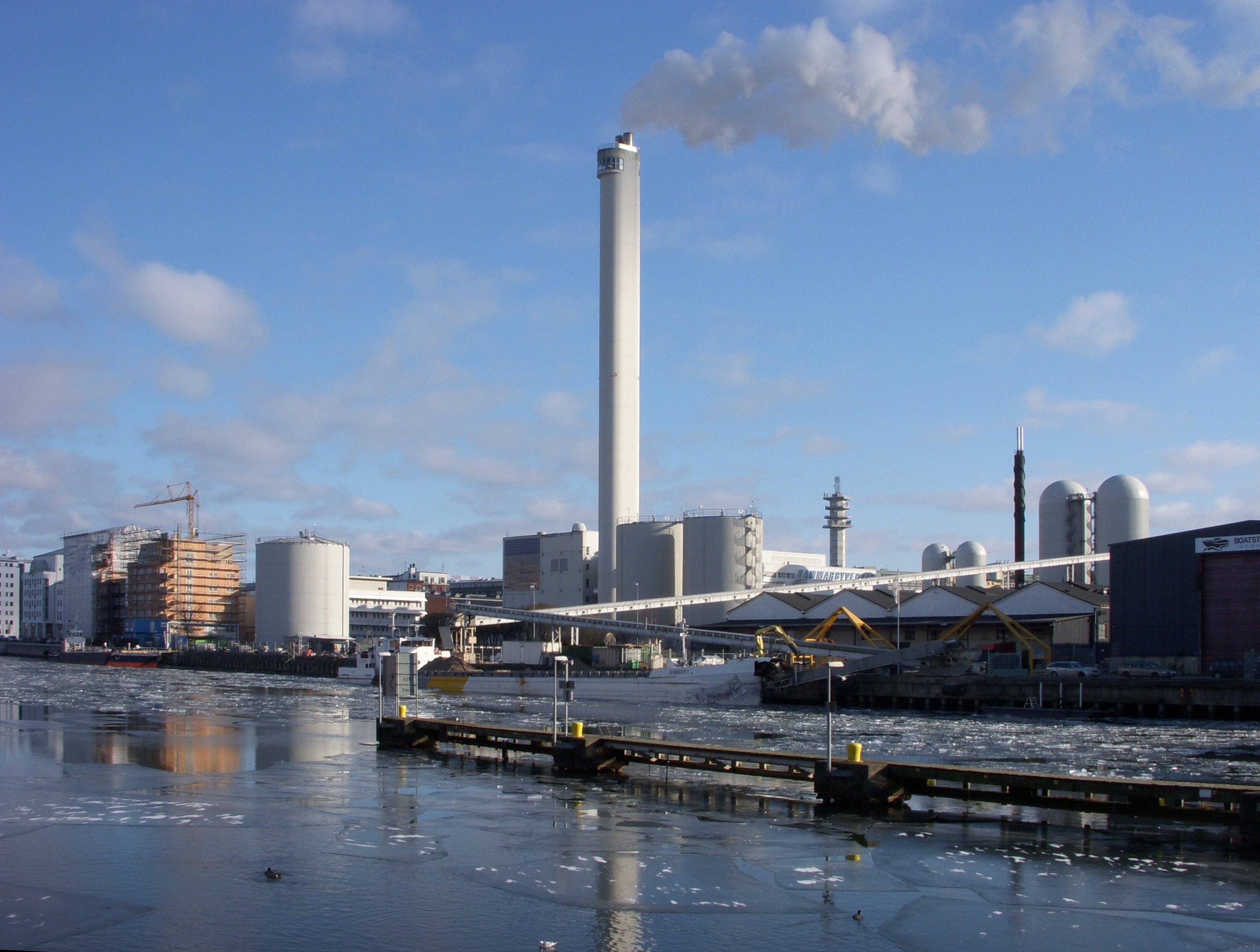
Hammarbyverket
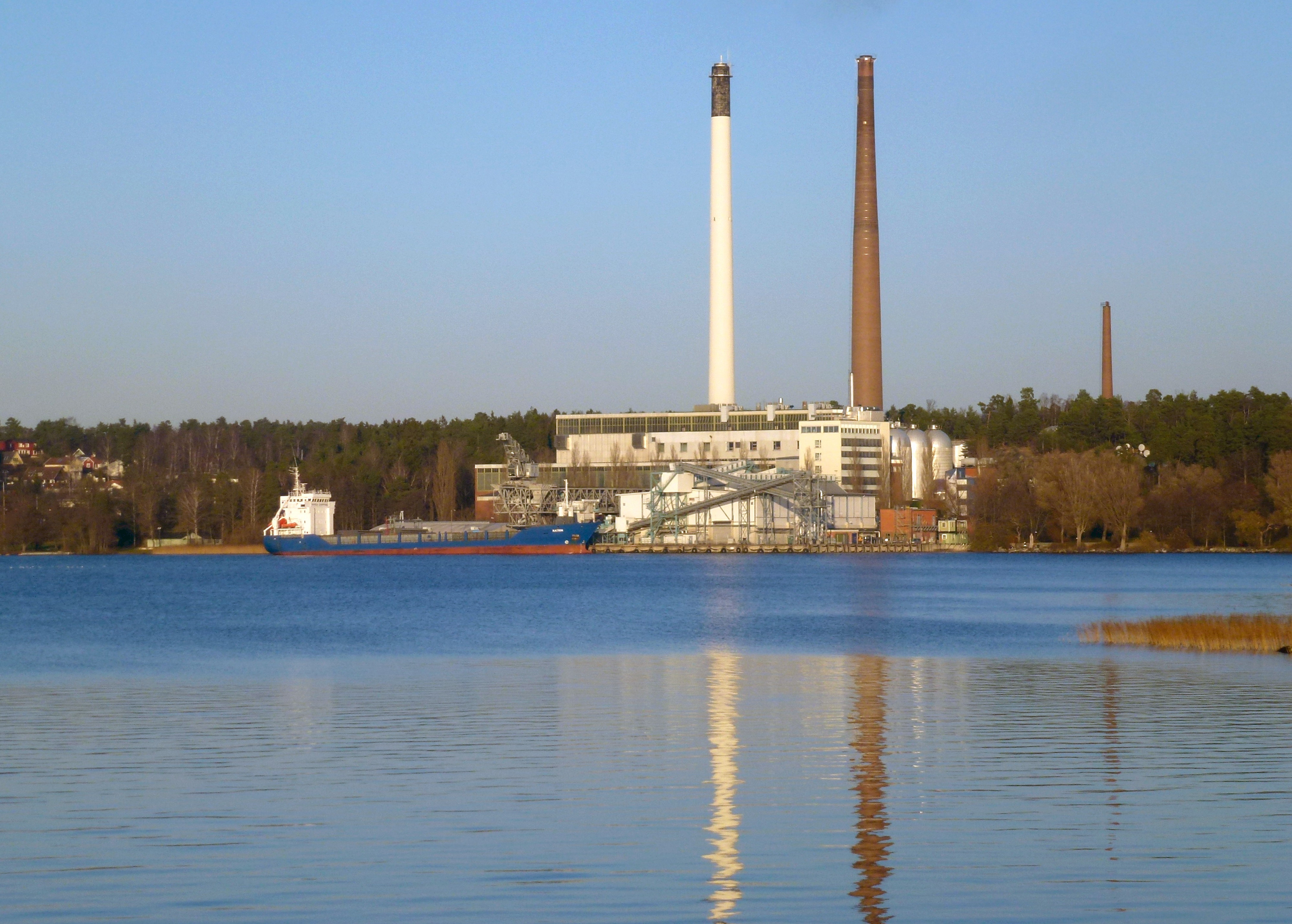
Hässelbyverket
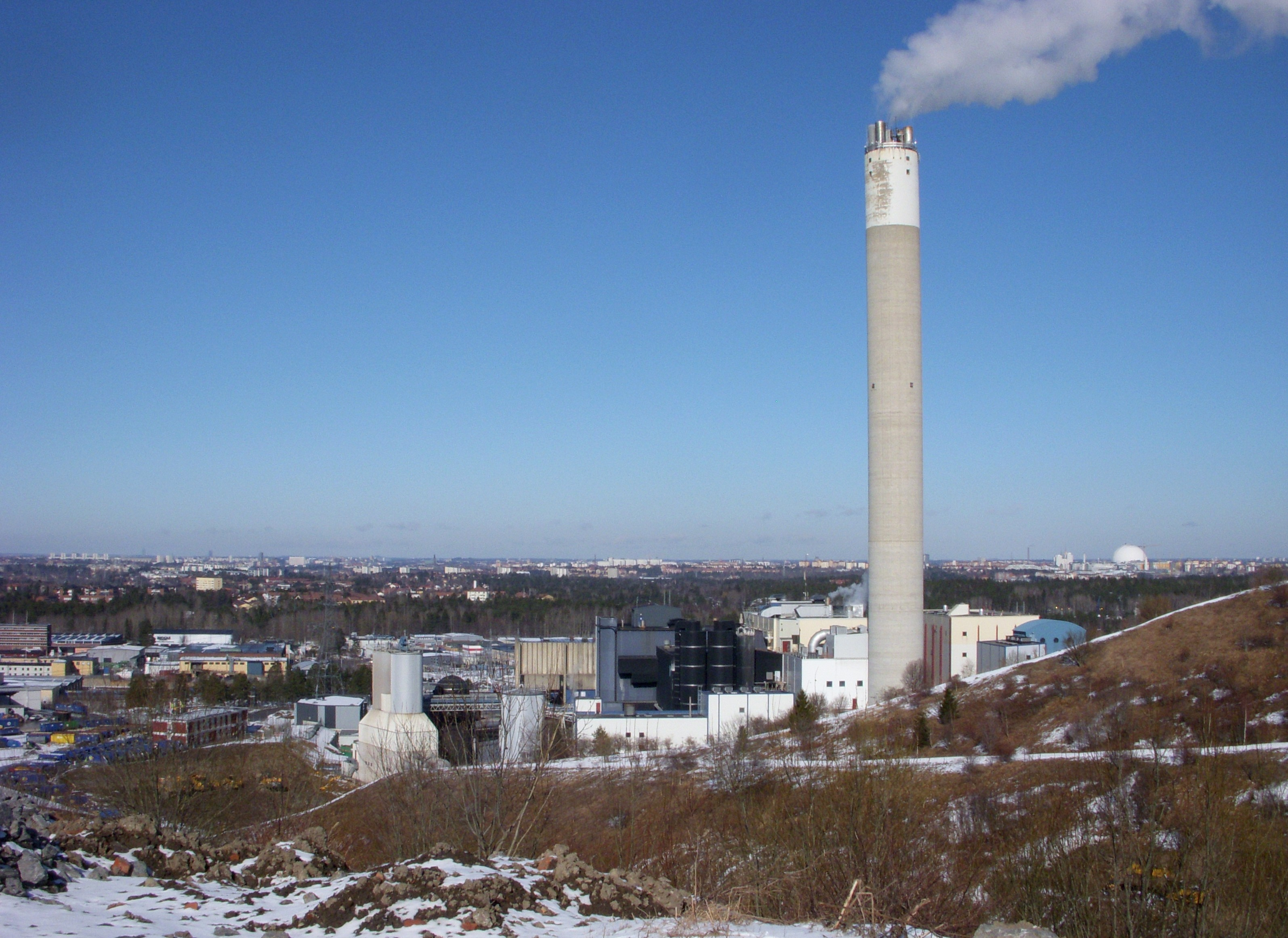
Högdalenverket
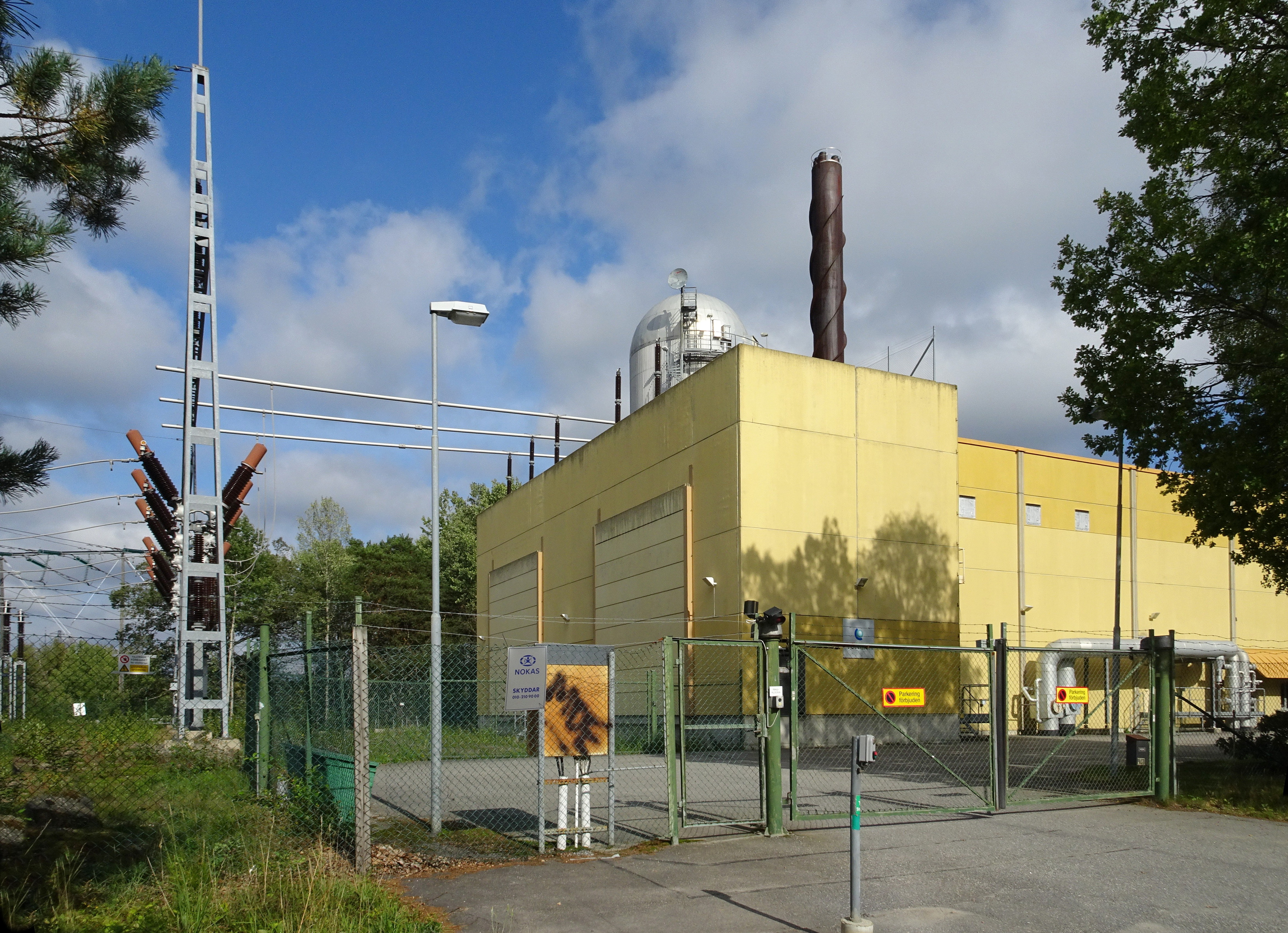
Skarpnäcks värmeverk
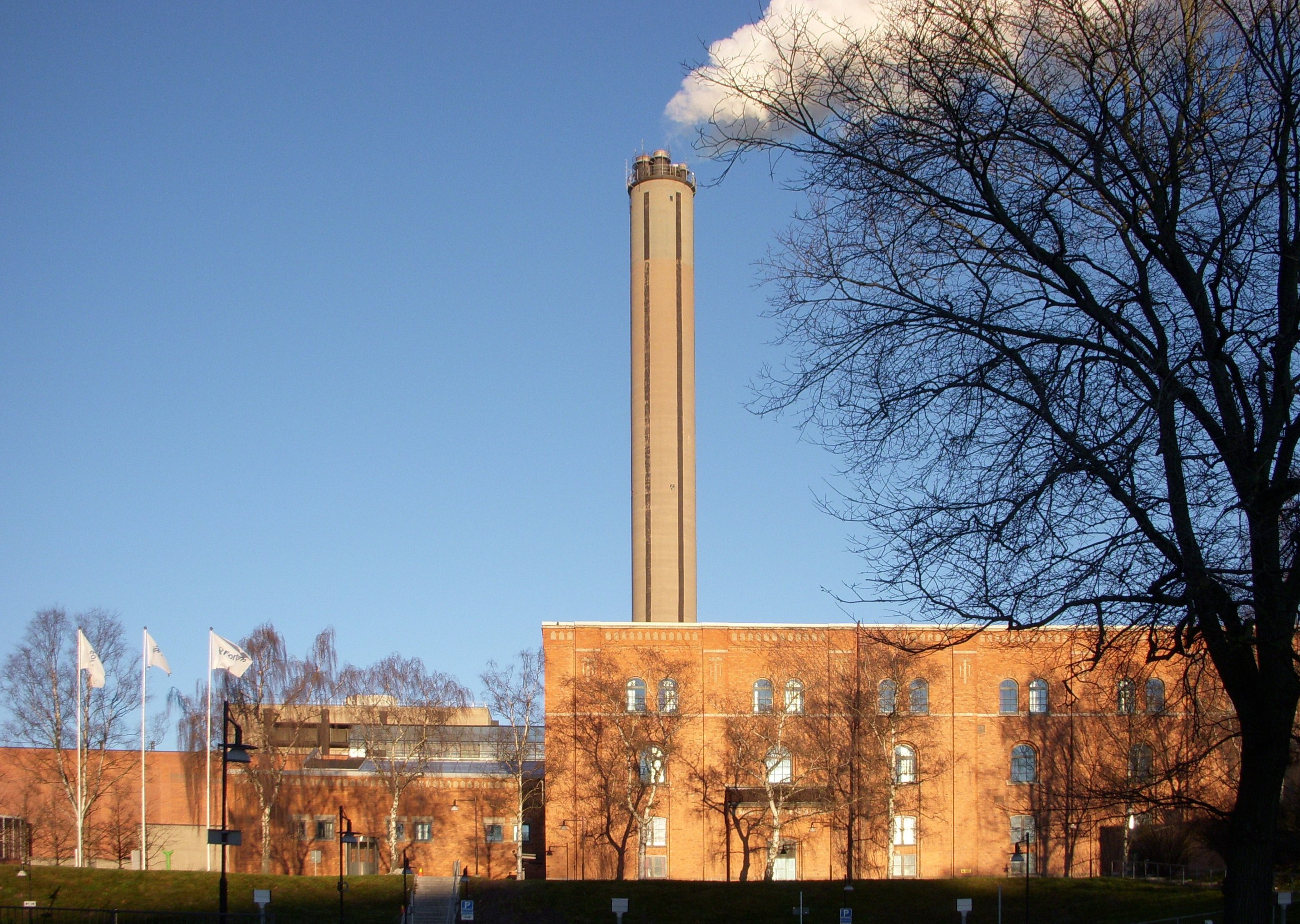
Värtaverket
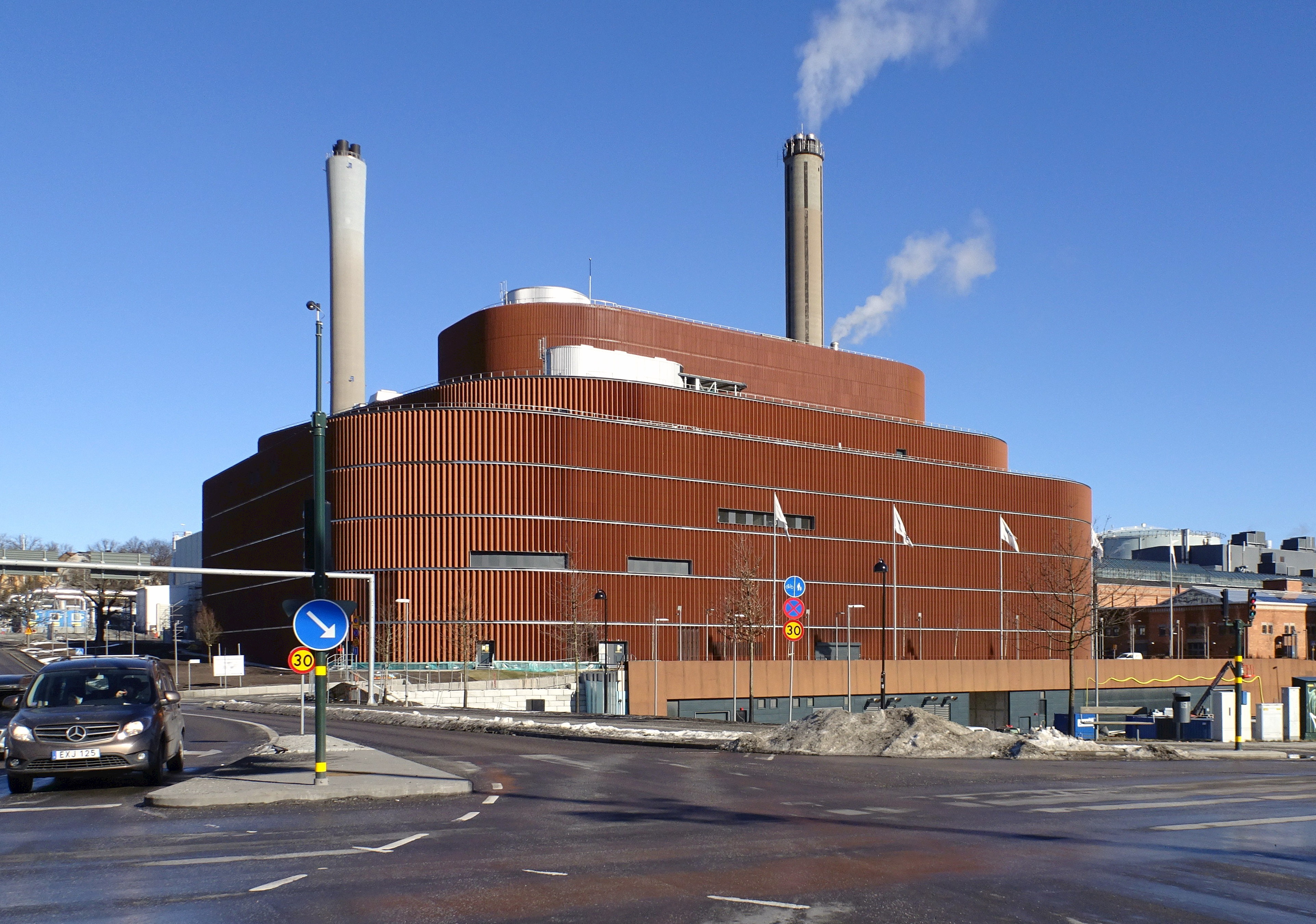
Biobränsle-kraftvärmeverk vid Värtaverket